# リオチロニン
リオチロニン（Liothyronine）は合成甲状腺ホルモン（T3）であり、甲状腺機能低下症や粘液水腫性昏睡などの治療に使われる。商品名チロナミン。

## 適応
日本で承認されている効能・効果は、粘液水腫、クレチン症、甲状腺機能低下症（原発性および下垂体性）、慢性甲状腺炎、甲状腺腫である。甲状腺の機能低下に対して、レボチロキシン（T4）に代えてまたは加えて用いられる。
甲状腺癌またはバセドウ病の場合は、放射性ヨウ素（131I）を用いた甲状腺組織焼灼術が実施される。131I治療を成功させるためには、甲状腺組織がヨウ素を是非とも必要とする状態に置かなければならないが、ヨウ素の欠乏は患者に甲状腺機能低下症の症状を引き起こす。レボチロキシンを投与していた場合、投与中止して甲状腺組織を完全にヨウ素枯渇状態にするには6週間を要し治療が停滞するが、リオチロニンの場合は2週間で良い。レボチロキシンと比較して効果の発現・消退が速いので、粘液水腫性昏睡の患者の治療が奏効するまでの時間や甲状腺癌の患者に131I治療を開始するまでの時間が早くなる。
開始時は5～25µg/日から始め、1～2週間間隔で少しずつ増量し、維持量は25～75µg/日（適宜増減）とする。

## うつ病への有効性
低用量リオチロニンは、甲状腺機能が正常で複数の抗うつ薬で効果が見られなかったうつ病患者の症状を改善することが示された。うつ病を対象とした大規模STAR*D臨床試験では、薬物治療にリオチロニンを上乗せすると24%の患者で寛解を達成した。2001年のメタアナリシスでは、三環系抗うつ薬にリオチロニンを追加すると、特に女性で改善効果が見られるとされた。うつ改善効果を示すリオチロニンの平均投与量は45µg/日であり、甲状腺機能低下症の治療に用いる投与量よりも少量であった。リオチロニン服用患者の約9%が副作用のため服用を中止した。効果の性差は甲状腺での前駆体の代謝の差によると思われた。
STAR*D試験の結果から構築されたアルゴリズムでは、リオチロニンは2種類の抗うつ薬で効果が見られなかった場合の選択肢であるとされた。

## 甲状腺ホルモン補充療法の利点
リオチロニンは甲状腺ホルモン補充療法の選択肢の一つである。半減期は24時間であるとされているものもあるが、一般には生物学的半減期は2.5日とされている。これはレボチロキシンの半減期7日と比べて短く、患者の至適用量を求めるまでに要する日数が3〜7日（レボチロキシンでは3〜7週間）と短く済む。血液検査を毎週実施し、患者の甲状腺機能低下症状が改善するまで用量を増加させるべきである。初回服用量は5〜25µg/日から始め、毎週12.5〜25µgずつ増量する。1日100µgまでは増量しても良い（日本の適正上限量は75µg±適宜増減）。
1. ↑  通常、適宜増減とは半量〜倍量を指す[9]

## 作用機序
リオチロニンは最も強力な甲状腺ホルモンであるトリヨードチロニン（T3）のナトリウム塩である。基礎代謝を増加させ、蛋白質合成に影響を与え、寛容によりカテコールアミン（アドレナリン等）感受性を亢進させる。

## 薬物動態学
単剤またはSSRIとの併用で、リオチロニンは中枢神経系での新しい神経細胞の発生を促す事が判っている。甲状腺ホルモンはヒトの全ての体細胞の適切な増殖と分化に不可欠である。これらのホルモンは蛋白質、脂質、炭水化物の代謝を制御し、細胞でのエネルギーの使い方に影響を及ぼしている。
レボチロキシン（T4）と比べ、リオチロニンは効果が見られるまでの時間が早く、半減期も短い。チロキシン結合グロブリンやトランスチレチンへの血漿蛋白結合が少ないことによる。

## 禁忌
急性期の心筋梗塞患者では、基礎代謝が増加する事で心負荷が増大するので禁忌とされている。製剤成分に過敏症を有する患者にも投与できない。未補正の急性副腎不全または甲状腺機能亢進症がある場合には、別の治療法を採用すべきである。

## 副作用
重大な副作用とされているものは、ショック、狭心症、鬱血性心不全、肝機能障害（AST（GOT）、ALT（GPT）、γ-GTP等の著明上昇、発熱、倦怠感等）、黄疸、副腎クリーゼ（いずれも頻度不明）である。リオチロニンは多くの悪作用を起こすが、多くは甲状腺機能亢進症の症状である。

### 黒枠警告
米国の製剤の添付文書には下記の黒枠警告が記載されている。

甲状腺ホルモン活性を持つ薬剤は、単剤または他の医薬品と併用して、肥満の治療に用いる場合には、甲状腺機能が正常な患者では常用量では体重減少効果が不充分である。過量に投与すると、重篤で時に致死的な症状が発生する。特にアドレナリン作動薬を食欲抑制薬等として併用した場合に顕著である。

## 注意を要する患者

### 高齢者
高齢者では、リオチロニンの服用はより少量から始めるべきである。また維持量は最小限とすべきでもある。高齢者の血中T3濃度は25%〜40%程度低い。TSHを毎回測定し、不適切なホルモン補充による虚血性心疾患、甲状腺機能亢進症、骨量減少を防止すべきである。

### 妊婦
米国FDAの胎児危険度カテゴリーはAであるが、日本の添付文書では妊娠中の投与に関する安全性は確立していないとしている。甲状腺ホルモンの胎児または胎盤への移行はほとんどなく、2014年10月時点で胎児への副作用を報告した臨床試験はない。母体の甲状腺機能低下症に対しては妊娠期間中も休む事なくホルモン補充療法を継続して低下症による有害事象を取り除くべきであるとの意見もある。

### 授乳婦
甲状腺ホルモンは乳汁中へ少量移行するので、リオチロニン服用中の授乳には注意を払うべきである。